# Sydney Technical College

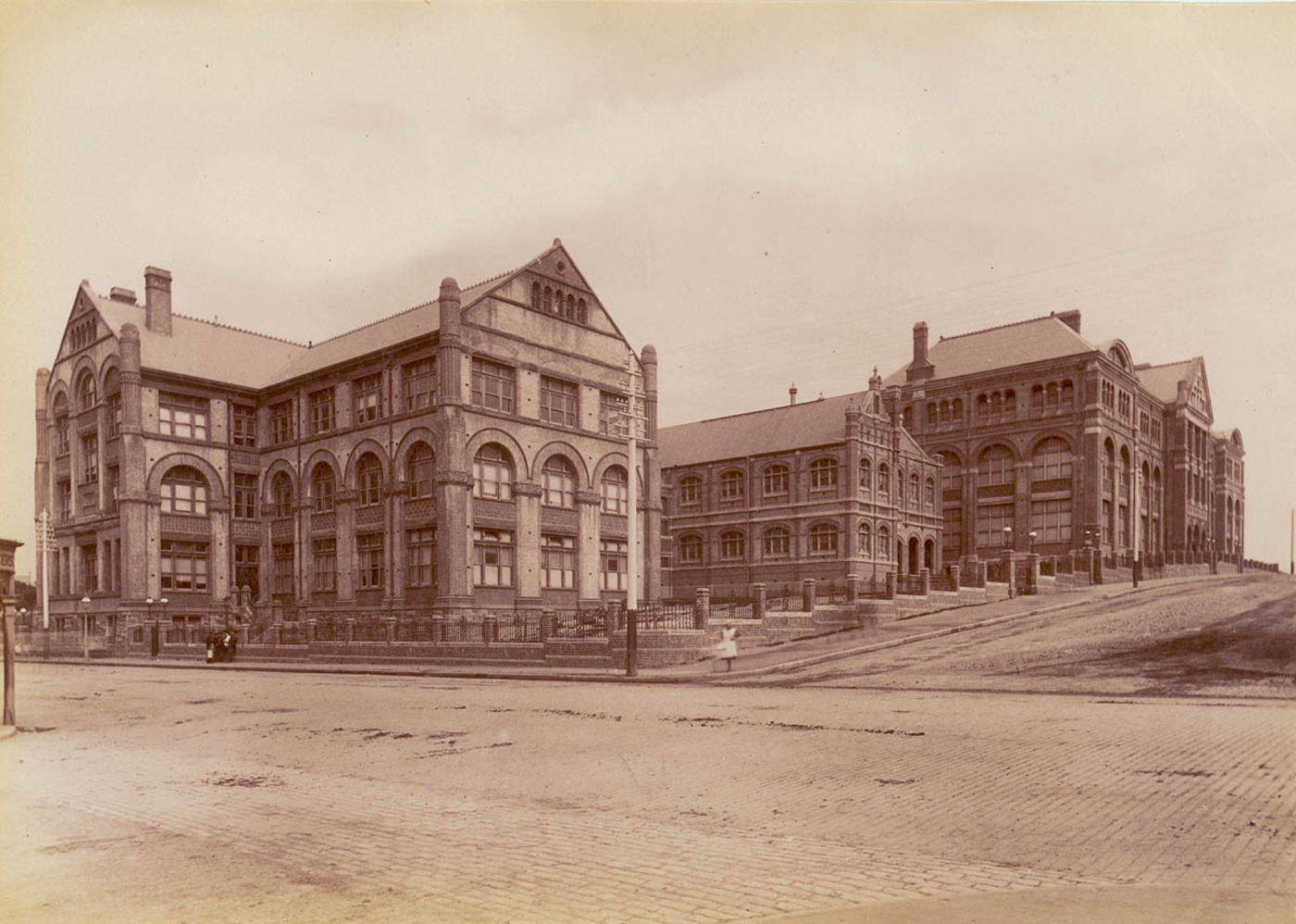
Das Technical College im Jahr 1899.

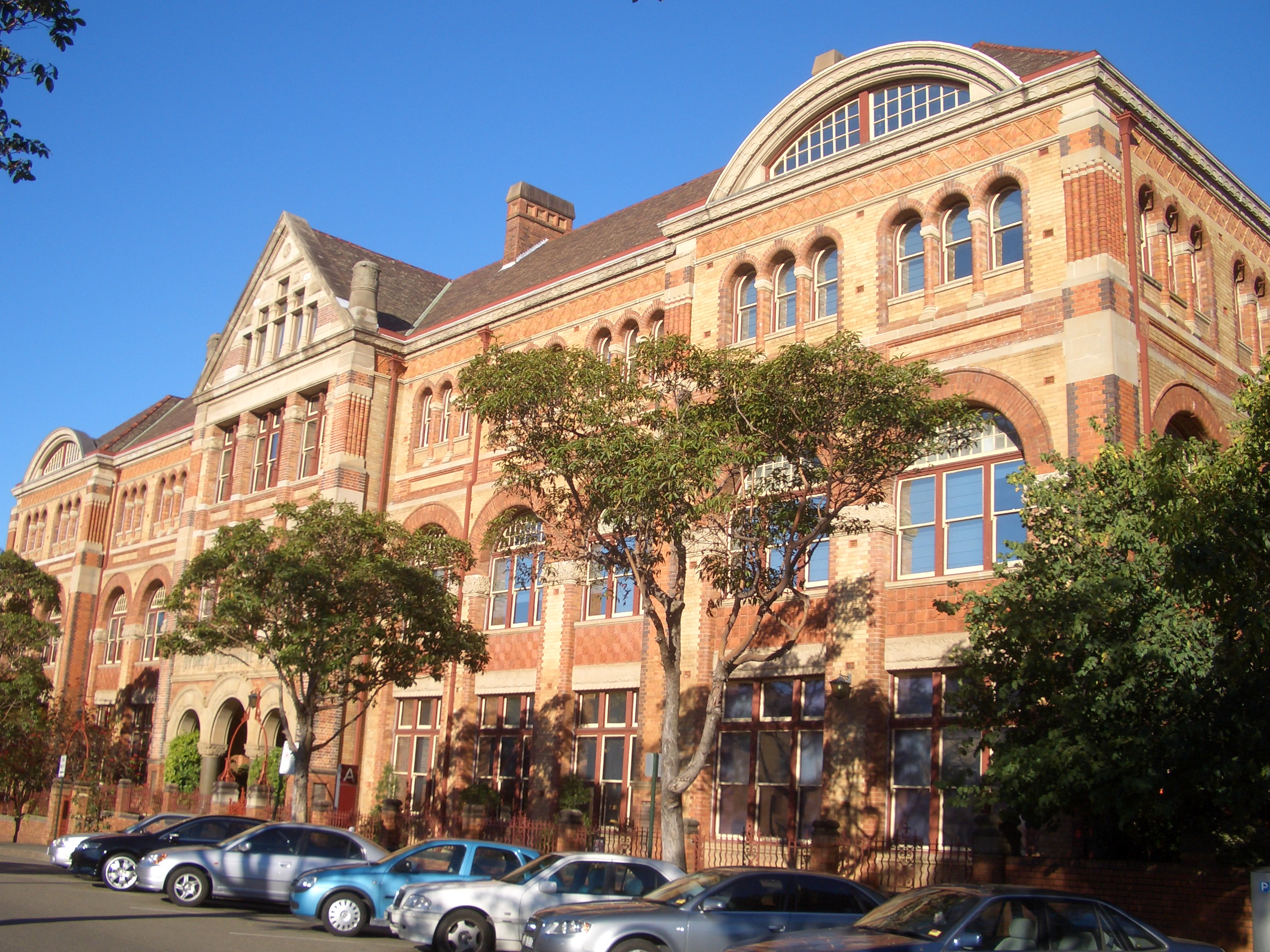
Das Sydney Institute of TAFE (2007).

Das Sydney Technical College (deutsch etwa: „Technische Hochschule Sydney“) war eine Höhere Lehranstalt zur Ausbildung von Ingenieuren und anderen technischen Berufen mit Sitz in der Hauptstadt des australischen Bundesstaates New South Wales.

## Geschichte
Es wurde 1882 als Ergänzung der 1878 entstandenen Sydney Mechanics’ School of Arts gegründet. Nachdem die Räumlichkeiten zunächst auf Sydney verstreut lagen, konnte 1891 der Neubau (Bild) im Stadtteil Ultimo an der Ecke Harris Street und Mary Anne Street bezogen werden.
Viele Jahrzehnte lang, durch beide Weltkriege hindurch, bis ins Jahr 1959, war es das Zentrum der technischen Ausbildung für ganz New South Wales. Auch danach, in den 1970er- und 1980er-Jahren, führte das College weiterhin Ausbildungsprogramme durch. Seine Absolventen erhielten die Bezeichnung Associates of the Sydney Technical College. Das entsprechende Kürzel ASTC entwickelte sich im Laufe des 20. Jahrhunderts zu einem hochangesehenen Markenzeichen in vielen technischen Berufen, insbesondere für Naturwissenschaftler, Architekten und Ingenieure.
Im Jahr 1992 verlor das Sydney Technical College seinen historischen Namen und bildet nun als Sydney Institute of Technology einen von sieben Campus des TAFE NSW (Technical and further education New South Wales).